# ライオネル・コックス
ライオネル・コックス（1930年2月26日 - 2010年3月9日）は、オーストラリア、ブリスベーン出身の自転車競技（トラックレース）選手。
本名は、ライオネル・マルヴァイン・コックス（Lionel Malvyne Cox）。

## 経歴
1952年
- ヘルシンキオリンピック
  - タンデムスプリント 優勝（+ ラッセル・モックリッジ）
  - スプリント 2位

1954年、ブリティッシュ・エンパイア・コモンウェルスゲームズのスプリント決勝に進出したが、後に失格判定が下ったため、銀メダルを剥奪された。
1963年、脊髄損傷により現役を引退した。その後、30年以上に亘り指導者として活動した。
2010年3月9日、シドニーで死去。80歳没。